# DMF15系エンジン
DMF15系エンジン（DMF15けいエンジン）は、日本国有鉄道（→JRグループに継承）の気動車に走行用として搭載され、また客車・特急形気動車の発電用エンジンとしても用いられるディーゼルエンジンである。キハ40系用として大量に採用された。
なお、国鉄分割民営化後の1992年（平成4年）に登場し、現在も各地の鉄道事業者で採用が続いている「DMF15HZ系エンジン」は、コマツ製「SA6D140H」エンジンを国鉄時代の制式名称に当てはめた呼称であり、本稿で解説するものとはまったくの別物である。

## 概要
DMF15系は、水平シリンダー式（国鉄用語では「横形」）の直列6気筒で、基本的には予燃焼室式、ターボチャージャーを搭載。排気量は約15 L、連続定格出力は180 - 300 PSである。
このエンジンをバンク角180度のV型12気筒（狭義の水平対向エンジンではない）に設計変更したものがDML30系エンジンであり、動弁系、シリンダーヘッド、ピストン、コンロッドなど、両者で部品の共通化が図られている。
エンジン音はDMH17系エンジンと比較して、ギャリギャリという感じの甲高く短いサイクルのアイドリング音が特徴的で、1,500 rpmから1,800 rpm で定速運転される発電セットではかなりの騒音となる。

## 歴史
1950年代から国鉄の気動車の標準機関として大量に製作されていたDMH17系エンジンは、その試作段階でさえ技術陣の間では既に時代遅れの物との認識があった。1960年代に入り、DMH17系エンジンを2基搭載したキハ80系やキハ58系がそれぞれ特急、急行列車として日本各地の高速輸送体系に使われ始めると、エンジン出力に由来する走行性能（動力性能 = パワーウエイトレシオ）の低さが目立ってきた。
その解決のために大出力機関が計画され、DD13形ディーゼル機関車に搭載されているDMF31系エンジンを横形（水平シリンダー形）に設計変更した400 PS級の過給機付直列6気筒機関であるDMF31HSAを搭載したキハ60系試作車が1960年（昭和35年）に3両製造された。しかし、これらはエンジンの振動・騒音とピストンの潤滑、変速機、特に「DW1」と呼称する新開発の2段直結式液体変速機とそのクラッチ機構に解決すべき問題が多く、最終的にDMF31系エンジンを気動車に流用するプランは放棄されるに至った。
しかしながら、DMH17系に代わるべき新たな気動車用大出力機関の開発と実用化は、電化とディーゼル化による蒸気機関車の淘汰を主眼とする動力近代化計画（無煙化）の遂行上急務であり、新たに気動車専用設計として全く新しい大出力機関の開発が計画された。こうして国鉄と新潟鐵工所、ダイハツディーゼル、神鋼造機の各社によって共同開発されたのが本系列である。
まず国鉄は、1962年（昭和37年）に「DW3」液体変速機を試作、翌年にはDMH17系より2気筒数減としながらも、ボア（シリンダー内径）を10 mm 拡大し、石川島播磨重工業製TB15ターボチャージャーを加えることで出力を3割以上高めたDMF15HSを試作した。これは過去にDMH17系で起きた問題を抜本的に解決する構造を持った「新系列」と国鉄自ら呼ぶエンジンであった。さらに翌年には中間冷却器を備えた出力300 PS のDMF15HZを試作。それらの機関と液体変速機で試験を重ね、1966年（昭和41年）には同エンジンを改良したDMF15HZAを搭載したキハ90形と、中間冷却器のないDMF15HSを180°V型12気筒に拡張した500 PS のDML30系エンジンを搭載したキハ91形を同時に試作し、長期比較試験を行った。
試験の結果や経済性の検討の結果、1エンジン搭載でも在来型2エンジン搭載気動車を上回る走行性能を発揮可能で、その余力により編成への付随車組み込みも可能、しかも冷房用電源搭載スペースも確保可能な500 PSのDML30系エンジンのみを気動車用として展開することになった。
こうして新系列気動車用次世代エンジンの競争試作に敗北したDMF15系であったが、それでもDML30系と摩耗部品が共通でDMH17系と比較してシリンダ数が少なく、かつ出力も大きかったことから電源装置用エンジンとして制式採用されることとなった。
定速運転用に特性を変更しDMF15H-GやDMF15HS-Gとなった本系列は1960年代後半から1970年代前半にかけ、キハ181系や12系客車等の分散式電源方式を採用する客車の発電用エンジンとして量産された。
その後1970年代後半に入り、キハ17系の老朽化対策として代替用にキハ40系気動車が製造されることになった。本系列はここでようやく走行用エンジンとして制式採用されることになったが、姉妹系列であるDML30系エンジンが特急形気動車でトラブルを頻発させていたことから、設計時点での同系列の最新モデルであったDML30HSHでの改良・変更点を反映したDMF15HSAが設計され、後にキハ183系の走行用エンジンとしても採用された。しかしながらこのDMF15HSAは、DML30HS系でのエンジントラブル続出や、当時の国鉄の労使状況の悪化などを背景として、出力が220 PS と発電用のDMF15HS-Gと比較してさえ10 PS 分抑制されており、元々ターボ過給で300 PSを前提とした部品強度を確保していることもあり、機関単体でのトンあたり出力はDMH17系を下回る非効率なエンジンとなってしまった。国鉄時代には、寒冷地での始動性改善等のため一部で直噴化改造（機関形式DMF15HSA-DI）が少数行われた程度で、出力向上などの性能改善は行われなかった。
このため本機関を搭載したキハ40系およびキハ183系は、頑丈だが重い車体や、直結1段で常用速度域の大半において効率の悪い変速段で使用することを強いられる専用液体式変速機の特性面での問題もあいまって、国鉄分割民営化後には明らかに出力不足かつ燃費が悪く不経済な車両と見なされるようになった。
そこで、本系列を搭載する各車を承継したJR各社のうち、元々キハ40系の保有両数がわずか50両程度と少なかった四国旅客鉄道（JR四国）を除く5社では、車両性能向上や燃費の改善を企図してキハ40系について小形・軽量・省燃費を謳い文句とするカミンズ、小松製作所、新潟鐵工所などによる直列6気筒直噴式の大出力エンジンへの換装が広く行われたほか、エンジンはそのままに過給機・燃料噴射ポンプを変更し過給空気量・燃料噴射量を増大させ出力向上を図ったものや、燃料噴射タイミングの変更で燃焼効率を改善する工事を実施したものも一部で出現した。
その一方で、キハ40系の性能が芳しいものではないことから、本来置き換えるべきキハ20系のうち、2機関強力形のキハ52形だけはJR化後も2010年（平成22年）まで運用されることになった。
このような事情から、オリジナルのDMF15HSAをそのまま搭載する車両は国鉄の分割民営化後、急速に減少している。

## 特記事項
- 冷却水容量は400リットル前後
- 潤滑油容量は80リットル前後
- クランクケースとシリンダは一体構造
- DMF15HSAのシリンダヘッドは気筒ごとに独立。DML30HSHと共通
- 弁は吸気2、排気2

## 諸元
- 6気筒4ストロークディーゼルエンジン
- 燃焼順序 1-4-2-6-3-5
- DM82形発電機は180kVA
- DM93形発電機は210kVA

|                                      | DMF15HS          | DMF15H-G     | DMF15HS-G                        | DMF15HSA         | DMF15HSA-G       | DMF15HSA-P                               | DMF15HZ                    | DMF15HZ-G                         | DMF15HZA                   |
| ------------------------------------ | ---------------- | ------------ | -------------------------------- | ---------------- | ---------------- | ---------------------------------------- | -------------------------- | --------------------------------- | -------------------------- |
| 主な搭載車種                         | 試作             | キハ181-1～6 | キハ181-7～、スハフ12形（0番台） | キハ40系         | キハ183・184形   | キハ40形7000番台・キハ47形5000・6000番台 | 試作                       | スハフ12形（100番台）、スハフ14形 | キハ90形                   |
| 形式                                 | 過給、予燃焼室式 | 予燃焼室式   | 過給、予燃焼室式                 | 過給、予燃焼室式 | 過給、予燃焼室式 | 過給、予燃焼室式                         | 過給・中間冷却、予燃焼室式 | 過給・中間冷却、予燃焼室式        | 過給・中間冷却、予燃焼室式 |
| シリンダ径×行程(mm)                  | 140×160          | 140×160      | 140×160                          | 140×160          | 140×160          | 140×160                                  | 140×160                    | 140×160                           | 140×160                    |
| 排気量(l)                            | 14.77            | 14.77        | 14.77                            | 14.77            | 14.77            | 14.77                                    | 14.77                      | 14.77                             | 14.77                      |
| 圧縮比                               |                  |              | 16                               | 14               |                  | 14                                       |                            |                                   | 16                         |
| 定格出力(PS/rpm)                     | 240/1600         | 180/1500     | 230/1800                         | 220/1600         | 230/1800         | 300/2000                                 | 300/1600                   | 270/1800                          | 300/1600                   |
| 定格時ピストン平均速度(m/s)          |                  |              | 9.6                              | 8.54             |                  | 8.54                                     |                            |                                   | 8.5                        |
| 定格時平均有効圧力(kg/cm2)           |                  |              | 7.77                             | 8.36             |                  | 8.36                                     |                            |                                   | 11.4                       |
| 定格時燃料消費率(g/PS/h)             |                  |              | 190                              | 185              |                  | 185                                      |                            |                                   | 180                        |
| 最大出力(PS/rpm)                     |                  |              | 250-1800                         | 250-2000         |                  |                                          |                            |                                   | 350-2000                   |
| 最大時ピストン平均速度(m/s)          |                  |              | 9.6                              | 10.65            |                  | 10.65                                    |                            |                                   | 10.7                       |
| 最大時平均有効圧力(kg/cm2)           |                  |              | 8.45                             | 7.6              |                  | 7.6                                      |                            |                                   | 10.6                       |
| 起動電動機                           |                  |              | DC24V-7PS×2                      | DC24V-7PS×2      |                  | DC24V-7PS×2                              |                            |                                   | DC24V-7PS×2                |
| 組み合わされる液体変速機または発電機 | DW3              |              | DM82                             | DW10             | DM82             | DW10                                     |                            | DM93                              | DW3B                       |
| 長さ×幅×高さ(mm)                     |                  |              | 2485×1561×723                    | 2686×1880.5×959  |                  | 2630×1880×935                            |                            |                                   | 2300×1550×820              |
| 乾燥重量(kg)                         |                  |              | 1950                             | 2720             |                  | 2720                                     |                            |                                   | 2500                       |